# Гонолек червоний
Гонолек червоний (Laniarius barbarus) — вид горобцеподібних птахів родини гладіаторових (Malaconotidae). Мешкає в Західній Африці.

## Опис
Довжина птаха становить 22 см. Виду не притаманний статевий диморфізм. Верхня частина тіла чорна, тім'я жовте, нижня частина тіла червона, гузка жовтувато-коричнева.

## Таксономія
В 1760 році французький зоолог Матюрен Жак Бріссон включив опис червоного гонолека до своєї книги "Ornithologie", описавши птаха за зразком із Сенегалу. Він використав французьку назву La pie-griesche rouge du Sénégal та латинську назву Lanius Senegalensis ruber. Однак, хоч Бріссон і навів латинську назву, вона не була науковою, тобто не відповідає біномінальній номенклатурі і не визнана Міжнародною комісією із зоологічної номенклатури. Коли в 1766 році шведський натураліст Карл Лінней випустив дванадцяте видання своєї Systema Naturae, він доповнив книгу описом 240 видів, раніше описаних Бріссоном. Одним з цих видів був червоний гонолек, для якої Лінней придумав біномінальну назву Lanius barbarus. Згодом червоного гонолека перевели до роду Гонолек (Laniarus).

### Підвиди
Виділяють два підвиди:
- L. b. helenae Kelsall, 1913 — ендемік Сьєрра-Леоне;
- L. b. barbarus (Linnaeus, 1766) — поширений від Сенегалу і Гамбії до південного Чаду.

## Поширення і екологія
Червоні гонолеки живуть в сухій савані, сухих чагарникових заростях і на пасовиськах, подекуди в мангрових лісах.

## Поведінка
Червоні гонолеки харчуються комахами та іншими безхребетними, яких ловлять на землі та серед чагарників. Іноді розорюють гнізда, їдять яйця та пташенят. Гніздо чашоподібне, розміщується в чагарникових заростях. В кладці 2 яйця сіро-зеленого або блакитнувато-зеленого кольору, поцяткованих темними плямками.